# Gunnar Sarva
Väinö Gunnar Sarva (hette fram till 1914 Lindström), född 1879, död 1952, var en finländsk pedagog, historiker.
Han satt i skolstyrelsens råd 1924-49 och var chef för Skolverket 1939-49. Han har publicerat åtskilliga läroböcker i historia för en generation elever, för finländska trettio- och fyrtiotalister.